# Masato Harasaki
Masato Harasaki (Aomori, 13 augustus 1974) is een voormalig Japans voetballer.

## Carrière
Masato Harasaki speelde tussen 1993 en 2004 voor Bellmare Hiratsuka, Omiya Ardija en Vegalta Sendai.